# Ko Losin
Ko Losin (en tailandés: เกาะโลซิน) es un pequeño islote rocoso en la zona sur del Golfo de Siam (Tailandia). Esta en el distrito de Sai Buri (área administrativa) de la provincia de Pattani de Tailandia.
Debido a la relativa lejanía de la isleta, el área alrededor de Ko Losin es un buen lugar de buceo, donde los tiburones y las mantas habitan sin ser molestados.
Aunque estéril y deshabitado, Ko Losin, junto con los islotes de Ko Kra (8 ° 23'49 "N 100 ° 44'13" E), constituye un territorio en disputa. La disputa sobre el límite de la plataforma continental entre Malasia y Tailandia proviene de las líneas de base diferentes, que los dos países adoptaron calculando una línea equidistante de los límites, pero Malasia no considera Ko Losin como punto de referencia válido y calcula la línea equidistante tomando como punto de referencia la costa.